# Montecristo (Bolívar)
Montecristo est une municipalité située dans le département de Bolívar, en Colombie.
L'exploitation de l'or dans la région engendre des tensions entre une entreprise minière et des habitants se consacrent à l’extraction minière artisanale.